# Кишан и Канхайя
«Киша́н и Канха́йя» (хинди किशन कन्हैया, правильнее «Канхе́я», в русском дубляже неверно «Канхайя́») — индийский кинофильм, снятый в 1990 году в оригинале на языке хинди. Является ремейком фильма «Рам и Шиам» 1967 года с Дилипом Кумаром. По результатам проката занял пятое место среди самых кассовых фильмов на хинди в 1990 году.

## Сюжет
Жена богача Сундера скончалась после родов, подарив мужу сына, названного Кишан. Сундер не знал, что на самом деле его жена родила близнецов. Женщина, принимавшая у неё роды, воспользовалась случаем и забрала второго мальчика себе, так как у неё с мужем детей не было. Своего сына они назвали Канхайя.
Управляющий Сундера Гендамал советует тому жениться снова, чтобы было кому заботиться о Кишане, и предлагает ему в жёны свою сестру Камини. Однако вскоре после свадьбы Сундер узнаёт, что у его жены есть внебрачный сын Махеш. Он собирается выгнать жену и её брата, но его останавливает внезапный инсульт и падение с лестницы, подстроенное Гендамалом, в результате которого он остаётся парализованным. Злодеи решают оставить его в живых, чтобы он видел, как они приберут к рукам всё его имущество. А для этого им нужно, чтобы Кишан, достигнув 25-летия, подписал требуемые документы. Гендамал, Камини и Махеш издеваются над мальчиком и заставляют его им прислуживать. В это время его брат-близнец растёт хулиганом, обожающим кинофильмы.
Кишан вырастает робким тихоней, не способным и слова сказать против своих опекунов. Единственный его близкий человек, помимо отца, — дочь молочника Радха. Канхайя тоже встречает девушку своей мечты — Анжу, такую же любительницу кино как он. Вот только она богата, а он беден. Впрочем, об этом при знакомстве молодой человек предпочёл умолчать. Чтобы произвести впечатление богача, он одалживает дорогую одежду в прачечной и даже заимствует оставленную без присмотра машину. Тем временем Кишан признаётся «родственникам» в своих чувствах к Радхе, и они решают их поженить, так как такая невестка не будет им перечить и сделает всё, что ей скажут. На свадьбу среди прочих гостей приходит Анжу вместе со своим отцом, который является деловым партнером Гендамала. Из-за цветочных гирлянд девушке не удаётся разглядеть лицо жениха и его сходство с Канхайей.
Знакомство Канхайи с отцом Анжу оборачивается провалом, так как помощник последнего Шридхар раскрывает всю подноготную молодого человека. В это время Кишана пытаются заставить подписать документы о передаче всего имущества, но он отказывается, после чего его жестоко избивают и скидывают с обрыва. Канхайю берёт в плен Шридхар и побоями пытается выяснить, где деньги, которые были в угнанной им машине. Канхайя не может ему ответить, так как в момент угона все его мысли были заняты Анжу, а чемодан с деньгами он даже не заметил. Шридхар решает убить его, но парня спасает, пожертвовав собой, его приёмная мать.
После того случая Канхайе начинают сниться сны о том, что произошло с его братом. Узнав об этом, его приёмный отец решает рассказать всем правду и приводит его в дом его настоящего отца. Там Канхайя узнаёт о том, что случилось с Кишаном, и остаётся, чтобы воздать злодеям по заслугам. В короткие сроки ему удаётся вернуть в свои руки управление семейной фабрикой, а также заставить опекунов выполнять самую грязную работу по дому.
Между тем Кишан выживает, однако теряет память. В таком состоянии его находит Анжу и принимает за Канхайю. Всеми силами она старается вылечить его, пока случайно не узнаёт от отца о существовании Кишана. Привезя своего подопечного в его родной дом, она встречает там настоящего Канхайю. Тем временем Кишан уходит прочь от машины, где его оставила девушка, и попадает на местный праздник. Спешащих за ним Анжу и Канхайю ловят люди Шридхара. К ним присоединяются Гендамал и Махеш, узнавшие о существовании второго брата и решившие для надёжности убить обоих. Но после продолжительной схватки Кишан, Канхайя, Анжу и Радха побеждают, оставив Гендамала, Камини и Махеша позорно лежать в грязи.
В конце фильма Кишан, Канхайя, Анжу и Радха играют свадьбу, а Сундер понемногу начинает выздоравливать.

## В ролях
- Анил Капур — Кишан / Канхайя, братья-близнецы
- Мадхури Дикшит — Анджу, девушка Канхайи
- Шилпа Широдкар — Радха, близкая и преданная подруга Кишана, позже жена
- Амриш Пури — Лала Гендамал, брат Камини
- Бинду — Камини, вторая жена Сундера, мачеха Кишана
- Далип Тахил — Махеш, сын Камини, сводный брат Кишана
- Джонни Левер — Лобо, друг Канхайи
- Шрирам Лагу — Сундер Дас, отец близнецов
- Кадер Хан — Мунши, слуга в доме Сундера
- Саид Джеффри — Видья Чаран, отец Анжу
- Ранджит — Шридхар, помощник Видья Чарана
- Шобха Кхоте — Лила, приёмная мать Канхайи
- Суджит Кумар — Бхола Рам, приёмный отец Канхайи

## Саундтрек
Саундтрек фильма содержит 6 песен. Композитор — Раджеш Рошан, авторы текстов — Индеевар и Пайам Сайеди. Песни исполняли известные индийские закадровые певцы: Лата Мангешкар, Аша Бхосле, Садхана Саргам и Амит Кумар.
| №  | Название                    | Исполнитель                  | Длительность |
| -- | --------------------------- | ---------------------------- | ------------ |
| 1. | «Aap Ko Dekh Ke»            | Амит Кумар, Садхана Саргам   | 6:46         |
| 2. | «Krishna Krishna»           | Нитин Мукеш, Лата Мангешкар  | 7:32         |
| 3. | «Kuchh Ho Gaya Kya Ho Gaya» | Аша Бхосле, Мохаммед Азиз    | 5:35         |
| 4. | «Mere Humsafar»             | Садхана Саргам               | 5:42         |
| 5. | «Radha Bina Hai»            | Манхар Удхас, Садхана Саргам | 6:14         |
| 6. | «Suit Boot Mein Aaya»       | Амит Кумар                   | 5:32         |

## Интересные факты
- Имена "Кишан и Канхея" — это эпитеты Кришны, восьмого воплощения Бога Вишну. В начале фильма показано, что Кишан и Канхайя рождаются в Джанмаштами, когда празднуется рождение Кришны.